# 船橋市立丸山小学校
船橋市立丸山小学校（ふなばししりつ まるやましょうがっこう）は、千葉県船橋市丸山四丁目にある公立小学校。

## 概要
校地のすぐそばを船橋市と鎌ケ谷市の境界線が通っている。
2012年度の第79回NHK全国学校音楽コンクール（Nコン）千葉県コンクール小学校の部本選で金賞を受賞した。

## 校訓
力いっぱいやり抜く子

## 学区
船橋市丸山二丁目 - 四丁目、五丁目20番15号 - 18号

## 沿革
1976年4月1日、23学級児童数866名で開校した。同年に校章、校旗も制定した。その後児童数は次第に減り続けて2007年4月時点で13学級児童数412名となっている。

## 交通
- 最寄駅は東武野田線馬込沢駅

## 周辺の施設
- 船橋市立法典東小学校
- 船橋丸山パークホームズ
- ヨークマート東道野辺店
- 鎌ケ谷市立道野辺小学校
- みどりや